# Sebastião Antônio Rodrigues Braga
Sebastião Antônio Rodrigues Braga Júnior (Rio de Janeiro, 6 de março de 1836 — Rio de Janeiro, 6 de junho de 1890) foi um militar, engenheiro e político brasileiro.

## Biografia
Filho de Sebastião Antônio Rodrigues Braga.
Requereu em 1861 a concessão de uma estrada de ferro de Florianópolis a Porto Alegre. Seu pedido foi acatado em 1871, com o nome de Estrada de Ferro Dom Pedro I.
A antiga "Rua das Olarias" foi depois denominada "Rua Sebastião Rodrigues Braga", a atual Avenida Mauro Ramos, em Florianópolis. Desapareceu tristemente assim Sebastião Antônio Rodrigues Braga da história desterrense.